# كيفن كاري
كيفن كاري (بالإنجليزية: Kevin Carey)‏ هو صحفي أمريكي، ولد في 6 أكتوبر 1970 في سانتا باربارا في الولايات المتحدة.